# 山江村立山江中学校
山江村立山江中学校（やまえそんりつ やまえちゅうがっこう）は、熊本県球磨郡山江村山田丁にある公立の中学校。
山江村内唯一の中学校である。

## 概要
歴史
1947年（昭和22年）の学制改革で、新制中学校として創立。2022年（令和4年）には創立75周年を迎えた。
校訓
「自主・健康・責任・礼節・勤労」
校章
中央に「中」の文字を配している。
校歌
1966年（昭和41年）に制定。
通学区域
山江村全域。小学校区は山江村立山田小学校および山江村立万江小学校。

## 沿革
- 1947年（昭和22年）4月 - 学制改革（六・三制の実施）により、村内国民学校の高等科および青年学校普通科を、新制中学校「山江村立山江中学校」（現校名）に改組・改称。山江村立山江青年学校校舎を使用。生徒数260名（5学級編成）、校舎一部を寄宿舎として15名を収容。
- 1948年（昭和23年）
  - 3月31日 - 青年学校が廃止される。
  - この年 - 木造平屋建て新校舎（第一期、4教室）が完成。
- 1949年（昭和24年）- 木造2階建て新校舎（第二期、6教室）および木造平屋建寄宿舎が完成。
- 1961年（昭和36年）- 技術室を改修。運動場を拡張。
- 1962年（昭和37年）- 新寄宿舎が完成。罪責生徒数が最多の576名を記録する（ピーク）。
- 1963年（昭和38年）- 技術家庭科室が完成。鉄筋コンクリート造3階建て新校舎（第一期工事）が完成。
- 1964年（昭和39年）- 鉄筋コンクリート造3階建て新校舎（第二期工事）が完成。旧校舎を撤去。
- 1965年（昭和40年）- 鉄筋コンクリート造3階建て新校舎（第三期工事）が完成。
- 1966年（昭和41年）- 校歌を制定（作詞は山之内出雲による）。正門が完成。給食を開始。
- 1969年（昭和44年）- 柔道場を移築。体育館が完成。
- 1978年（昭和53年）- 米飯給食を開始。全教室にストーブを設置。
- 1979年（昭和54年）- 寄宿舎帰省バスの運行を開始。
- 1985年（昭和60年）- 校舎の大規模改修工事が完了。
- 1991年（平成3年）- 校旗を新調。
- 1992年（平成4年）- 寄宿舎「日新寮」を閉鎖。スクールバスの運行を開始。図書室を改修。
- 2003年（平成15年）7月 - 特別支援学級を開設。
- 2005年（平成17年）- 新校舎（改修）と新体育館が完成。
- 2010年（平成22年）12月 - 武道館が完成。

## 交通アクセス
最寄りの鉄道駅
- JR九州 肥薩線 「人吉駅」

最寄りのバス停留所
- やまえ乗合バスまるおか号 山田線[2]

最寄りの幹線道路
- 熊本県道162号相良人吉線
- 九州縦貫自動車道（高速道路）「人吉IC」

## 周辺
- 山江村役場
- 山江村歴史民俗資料館
- 山江村商工会
- 山江村体育館
- 山江村社会福祉協議会・シルバー人材センター
- 人吉警察署山江警察官駐在所
- 山江郵便局
- 山田川